# マル・オブ・キンタイア規定

赤でハイライトされているのがキンタイア。マル・オブ・キンタイアとは正確には南端の岬のことだが、この場合は半島全体の見かけ上の角度が陰茎と比較する際の基準となる

マル・オブ・キンタイア規定 (英: Mull of Kintyre rule) は、イギリスの全英映像等級審査機構(BBFC)が採用しているとされる、猥褻物の規制に関する非公式のガイドラインである。マル・オブ・キンタイア検査 (Mull of Kintyre test) とも呼ばれる。
この半ば伝説と化しているBBFCの規定は、次のような映像やビデオの一般公開を認めないというものである。すなわちスクリーンに映る陰茎の勃起角度はスコットランドの地図でいうキンタイア岬（マル・オブ・キンタイア）のそれより大きくなってはならない。あるいはスティーヴン・プラットの表現を借りれば「『マル・オブ・キンタイア検査』によれば、地図でみるスコットランドの半島よりも勃起しているペニスのショットを含む映画は放送されない可能性がある」。
ハル大学教授のジョン・ホイルズ教授によれば、このガイドラインをBBFCが採用したのは1992年である。彼は「男性の演者のペニスはわずかな勃起を越えてはならない」という言い方をしている。「トレインスポッティング」などの映画作品に関わったスコットランド人の法律家であるリチャード・フィンドレーは1999年にアネット・マッキャンのインタビューに答えて「〔猥褻物に関しておおらかだった〕以前なら、言ってみればマッキンタイア岬と同程度でありさえすれば世の中は平和だったんだけれど、いまじゃ男性の裸に関しては安穏とこういう古いことわざに頼っていてはいられない」と語っている。
エミリー・ダバリーによれば、この規定は1990年代に流行しかけた女性向けポルノにとって有害ですらあった。「興奮している状態の男性は表現することはできない」のだから、許容範囲にある表現で「グッとくるものはほとんどない」。彼女はこの規定がダブルスタンダードであり、女性は視覚的な性描写には反応を示さないという認識があると批判している。
一方でBBFCも2000年にこの規定について広報がコメントを出しており、BBFCは分類のために使用している基準にこのような規定は存在しないと述べている。